# Nabisco Grand Prix 1987
Il Nabisco Grand Prix 1987 è una serie di tornei maschili di tennis. Esso include i 4 tornei dello Slam, 3 del circuito World Championship Tennis e tutti gli altri tornei del Grand Prix.

## Calendario

### Gennaio
| Settimana        | Torneo                                                                                  | Vincitore                                 | Finalista                     | Semifinalisti                   | Eliminati ai quarti                                           |
| ---------------- | --------------------------------------------------------------------------------------- | ----------------------------------------- | ----------------------------- | ------------------------------- | ------------------------------------------------------------- |
| 30 dicembre 1986 | South Australian Open 1987 Adelaide, Australia Erba - 97 000 $ Singolare - Doppio       | Wally Masur 6-4, 7-6                      | Bill Scanlon                  | Nduka Odizor Michiel Schapers   | Ramesh Krishnan Glenn Michibata John Fitzgerald Amos Mansdorf |
| 30 dicembre 1986 | South Australian Open 1987 Adelaide, Australia Erba - 97 000 $ Singolare - Doppio       | Ivan Lendl Bill Scanlon 6-7, 6-3, 6-4     | Peter Doohan Laurie Warder    | Nduka Odizor Michiel Schapers   | Ramesh Krishnan Glenn Michibata John Fitzgerald Amos Mansdorf |
| 5 gennaio        | Heineken Open 1987 Auckland, Nuova Zelanda Cemento - $NZ200,000 Singolare - Doppio      | Miloslav Mečíř 6-2 6-3 6-4                | Michiel Schapers              | Derrick Rostagno Carl Limberger | Bruce Derlin Ramesh Krishnan Marcel Freeman Bud Schultz       |
| 5 gennaio        | Heineken Open 1987 Auckland, Nuova Zelanda Cemento - $NZ200,000 Singolare - Doppio      | Kelly Jones Brad Pearce 7-6, 7-6          | Carl Limberger Mark Woodforde | Derrick Rostagno Carl Limberger | Bruce Derlin Ramesh Krishnan Marcel Freeman Bud Schultz       |
| 12 gennaio       | Australian Open 1987 Melbourne, Australia Grande Slam Singolare - Doppio - Doppio misto | Stefan Edberg 6-3, 6-4, 3-6, 5-7, 6-3     | Pat Cash                      | Ivan Lendl Wally Masur          | Anders Järryd Yannick Noah Miloslav Mečíř Kelly Evernden      |
| 12 gennaio       | Australian Open 1987 Melbourne, Australia Grande Slam Singolare - Doppio - Doppio misto | Stefan Edberg Anders Järryd 6–4, 6–4, 7–6 | Peter Doohan Laurie Warder    | Ivan Lendl Wally Masur          | Anders Järryd Yannick Noah Miloslav Mečíř Kelly Evernden      |
| 26 gennaio       | New South Wales Open 1987 Sydney, Australia Erba - 105 000 $ Singolare - Doppio         | Miloslav Mečíř 6-2, 6-4                   | Peter Doohan                  | Wally Masur Brad Drewett        | Bill Scanlon Kelly Evernden Mark Kratzmann Nduka Odizor       |
| 26 gennaio       | New South Wales Open 1987 Sydney, Australia Erba - 105 000 $ Singolare - Doppio         | Brad Drewett Mark Edmondson 6-4, 4-6, 6-2 | Peter Doohan Laurie Warder    | Wally Masur Brad Drewett        | Bill Scanlon Kelly Evernden Mark Kratzmann Nduka Odizor       |
| 26 gennaio       | Guarujá Open 1987 Guarujá, Brasile Cemento - 89 400 $ Singolare - Doppio                | Luiz Mattar 7-6 6-4                       | Cássio Motta                  | Víctor Pecci Bruno Orešar       | Ricardo Acuña José López Maeso Ivo Werner Julio Goes          |
| 26 gennaio       | Guarujá Open 1987 Guarujá, Brasile Cemento - 89 400 $ Singolare - Doppio                | Cássio Motta Luiz Mattar 7-6, 6-1         | Martin Hipp Tore Meinecke     | Víctor Pecci Bruno Orešar       | Ricardo Acuña José López Maeso Ivo Werner Julio Goes          |

### Febbraio
| Settimana   | Torneo | Vincitore                                        | Finalista                   | Semifinalisti                | Eliminati ai quarti                                        |
| ----------- | --- | ------------------------------------------------ | --------------------------- | ---------------------------- | ---------------------------------------------------------- |
| 2 febbraio  | Grand Prix de Tennis de Lyon 1987 Lione, Francia Sintetico indoor - 174 000 $ Singolare - Doppio          | Yannick Noah 6-4 7-5                             | Joakim Nyström              | Todd Nelson Kelly Jones      | Jérôme Potier Charles Bud Cox Guy Forget Blaine Willenborg |
| 2 febbraio  | Grand Prix de Tennis de Lyon 1987 Lione, Francia Sintetico indoor - 174 000 $ Singolare - Doppio          | Guy Forget Yannick Noah 4–6, 6–3, 6–4            | Kelly Jones David Pate      | Todd Nelson Kelly Jones      | Jérôme Potier Charles Bud Cox Guy Forget Blaine Willenborg |
| 2 febbraio  | U.S. Pro Indoor 1987 Filadelfia, Pennsylvania, USA Sintetico indoor - 375 000 $ Singolare - Doppio        | Tim Mayotte 3-6 6-1 6-3 6-1                      | John McEnroe                | Amos Mansdorf Milan Šrejber  | Jimmy Connors Paul Annacone Jakob Hlasek Karel Nováček     |
| 2 febbraio  | U.S. Pro Indoor 1987 Filadelfia, Pennsylvania, USA Sintetico indoor - 375 000 $ Singolare - Doppio        | Sergio Casal Emilio Sánchez 3-6 6-1 7-6          | Christo Steyn Danie Visser  | Amos Mansdorf Milan Šrejber  | Jimmy Connors Paul Annacone Jakob Hlasek Karel Nováček     |
| 9 febbraio  | Volvo U.S. National Indoor 1987 Memphis, USA Sintetico indoor - 250 000 $ Singolare - Doppio              | Stefan Edberg 6-3 2-1 ritiro                     | Jimmy Connors               | Mikael Pernfors Brad Gilbert | Kevin Curren Greg Holmes Johan Kriek Tim Mayotte           |
| 9 febbraio  | Volvo U.S. National Indoor 1987 Memphis, USA Sintetico indoor - 250 000 $ Singolare - Doppio              | Anders Järryd Jonas Svensson 6-2, 6-4            | Sergio Casal Emilio Sánchez | Mikael Pernfors Brad Gilbert | Kevin Curren Greg Holmes Johan Kriek Tim Mayotte           |
| 16 febbraio | Indian Wells Classic 1987 Indian Wells, Stati Uniti Cemento - 350 000 $ Singolare - Doppio                | Boris Becker 3-6 2-6 6-1 6-2 6-3                 | Stefan Edberg               | Yannick Noah Mats Wilander   | Emilio Sánchez Thierry Tulasne Jakob Hlasek Miloslav Mečíř |
| 16 febbraio | Indian Wells Classic 1987 Indian Wells, Stati Uniti Cemento - 350 000 $ Singolare - Doppio                | Guy Forget Yannick Noah 5–7, 7–6, 7–5            | Boris Becker Eric Jelen     | Yannick Noah Mats Wilander   | Emilio Sánchez Thierry Tulasne Jakob Hlasek Miloslav Mečíř |
| 23 febbraio | Lipton International Players Championships 1987 Miami, Stati Uniti Cemento - 750 000 $ Singolare - Doppio | Miloslav Mečíř 7-5 6-2 7-5                       | Ivan Lendl                  | Yannick Noah Jimmy Connors   | Stefan Edberg Mats Wilander Derrick Rostagno Jay Berger    |
| 23 febbraio | Lipton International Players Championships 1987 Miami, Stati Uniti Cemento - 750 000 $ Singolare - Doppio | Paul Annacone Christo van Rensburg 6–2, 6–4, 6–4 | Ken Flach Robert Seguso     | Yannick Noah Jimmy Connors   | Stefan Edberg Mats Wilander Derrick Rostagno Jay Berger    |

### Marzo
| Settimana | Torneo                                                                                             | Vincitore                                       | Finalista                          | Semifinalisti                      | Eliminati ai quarti                                        |
| --------- | -------------------------------------------------------------------------------------------------- | ----------------------------------------------- | ---------------------------------- | ---------------------------------- | ---------------------------------------------------------- |
| 16 marzo  | Rotterdam Open 1987 Rotterdam, Paesi Bassi Sintetico indoor - 315 000 $ Singolare - Doppio         | Stefan Edberg 3-6 6-3 6-1                       | John McEnroe                       | Jim Grabb Miloslav Mečíř           | Anders Järryd Chip Hooper Amos Mansdorf Jonas Svensson     |
| 16 marzo  | Rotterdam Open 1987 Rotterdam, Paesi Bassi Sintetico indoor - 315 000 $ Singolare - Doppio         | Stefan Edberg Anders Järryd 3–6, 6–3, 6–4       | Chip Hooper Mike Leach             | Jim Grabb Miloslav Mečíř           | Anders Järryd Chip Hooper Amos Mansdorf Jonas Svensson     |
| 23 marzo  | Verizon Tennis Challenge 1987 Orlando, Florida, Stati Uniti Cemento - 315 000 $ Singolare - Doppio | Christo van Rensburg 6-3 3-6 6-1                | Jimmy Connors                      | Brad Gilbert Tim Mayotte           | Tim Wilkison Marcel Freeman Paul Annacone Derrick Rostagno |
| 23 marzo  | Verizon Tennis Challenge 1987 Orlando, Florida, Stati Uniti Cemento - 315 000 $ Singolare - Doppio | Sherwood Stewart Kim Warwick 2-6, 7-6, 6-4      | Paul Annacone Christo van Rensburg | Brad Gilbert Tim Mayotte           | Tim Wilkison Marcel Freeman Paul Annacone Derrick Rostagno |
| 23 marzo  | Lorraine Open 1987 Nancy, Francia Sintetico indoor - 90 000 $ Singolare - Doppio                   | Pat Cash 6-2 6-3                                | Wally Masur                        | Ramesh Krishnan Brad Drewett       | Jim Grabb Mansour Bahrami Mark Dickson Christian Bergström |
| 23 marzo  | Lorraine Open 1987 Nancy, Francia Sintetico indoor - 90 000 $ Singolare - Doppio                   | Ramesh Krishnan Claudio Mezzadri 6-4, 6-4       | Grant Connell Larry Scott          | Ramesh Krishnan Brad Drewett       | Jim Grabb Mansour Bahrami Mark Dickson Christian Bergström |
| 23 marzo  | Brussels Indoor 1987 Bruxelles, Belgio Sintetico indoor - 315 000 $ Singolare - Doppio             | Mats Wilander 6-3 6-4                           | John McEnroe                       | Anders Järryd Jonas Svensson       | Boris Becker Jakob Hlasek Jan Gunnarsson Gilad Bloom       |
| 23 marzo  | Brussels Indoor 1987 Bruxelles, Belgio Sintetico indoor - 315 000 $ Singolare - Doppio             | Boris Becker Slobodan Živojinović 7–6, 7–6      | Chip Hooper Mike Leach             | Anders Järryd Jonas Svensson       | Boris Becker Jakob Hlasek Jan Gunnarsson Gilad Bloom       |
| 30 marzo  | Milan Indoor 1987 Milano, Italia Sintetico indoor - 345 000 $ Singolare - Doppio                   | Boris Becker 6-4 6-3                            | Miloslav Mečíř                     | Slobodan Živojinović Mats Wilander | Jakob Hlasek Paolo Canè Emilio Sánchez Tomáš Šmíd          |
| 30 marzo  | Milan Indoor 1987 Milano, Italia Sintetico indoor - 345 000 $ Singolare - Doppio                   | Boris Becker Slobodan Živojinović 3–6, 6–3, 6–4 | Sergio Casal Emilio Sánchez        | Slobodan Živojinović Mats Wilander | Jakob Hlasek Paolo Canè Emilio Sánchez Tomáš Šmíd          |
| 30 marzo  | Chicago Grand Prix 1987 Chicago, Stati Uniti Sintetico indoor - 315 000 $ Singolare - Doppio       | Tim Mayotte 6–4, 6–2                            | David Pate                         | Bill Scanlon Eliot Teltscher       | Mel Purcell Scott Davis Peter Fleming Jimmy Connors        |
| 30 marzo  | Chicago Grand Prix 1987 Chicago, Stati Uniti Sintetico indoor - 315 000 $ Singolare - Doppio       | Paul Annacone Christo van Rensburg 6–3, 7–6     | Mike De Palmer Gary Donnelly       | Bill Scanlon Eliot Teltscher       | Mel Purcell Scott Davis Peter Fleming Jimmy Connors        |

### Aprile
| Settimana | Torneo                                                                                       | Vincitore                                    | Finalista                         | Semifinalisti                        | Eliminati ai quarti                                         |
| --------- | -------------------------------------------------------------------------------------------- | -------------------------------------------- | --------------------------------- | ------------------------------------ | ----------------------------------------------------------- |
| 6 aprile  | Grand Prix Bari 1987 Bari, Italia Terra rossa - 105 000 $ Singolare - Doppio                 | Claudio Pistolesi 6-7 7-5 6-3                | Francesco Cancellotti             | Horacio de la Peña Ulf Stenlund      | Thierry Tulasne Juan Avendaño Ricki Osterthun Franco Davín  |
| 6 aprile  | Grand Prix Bari 1987 Bari, Italia Terra rossa - 105 000 $ Singolare - Doppio                 | Christer Allgårdh Ulf Stenlund 2–6, 7–5, 7–5 | Roberto Azar Marcelo Ingaramo     | Horacio de la Peña Ulf Stenlund      | Thierry Tulasne Juan Avendaño Ricki Osterthun Franco Davín  |
| 7 aprile  | WCT Finals 1987 Dallas, Stati Uniti Sintetico indoor - 675 000 $ Singolare                   | Miloslav Mečíř 6-0 3-6 6-2 6-2               | John McEnroe                      | Andrés Gómez Stefan Edberg           | Mats Wilander Kevin Curren Yannick Noah Tim Mayotte         |
| 13 aprile | ATP Nizza 1987 Nizza, Francia Terra rossa - 104 700 $ Singolare - Doppio                     | Kent Carlsson 7-6 6-3                        | Emilio Sánchez                    | Andrej Česnokov Thierry Tulasne      | Ronald Agénor Martín Jaite Aaron Krickstein Marián Vajda    |
| 13 aprile | ATP Nizza 1987 Nizza, Francia Terra rossa - 104 700 $ Singolare - Doppio                     | Emilio Sánchez Sergio Casal 6-4, 6-3         | Claudio Mezzadri Gianni Ocleppo   | Andrej Česnokov Thierry Tulasne      | Ronald Agénor Martín Jaite Aaron Krickstein Marián Vajda    |
| 13 aprile | Japan Open Tennis Championships 1987 Tokyo, Giappone Cemento - 605 000 $ Singolare - Doppio  | Stefan Edberg 7-6 6-4                        | David Pate                        | Andrés Gómez Scott Davis             | Anders Järryd Andre Agassi Jimmy Connors Johan Kriek        |
| 13 aprile | Japan Open Tennis Championships 1987 Tokyo, Giappone Cemento - 605 000 $ Singolare - Doppio  | Paul Annacone Kevin Curren 6-4, 7-6          | Andrés Gómez Anders Järryd        | Andrés Gómez Scott Davis             | Anders Järryd Andre Agassi Jimmy Connors Johan Kriek        |
| 20 aprile | Monte Carlo Open 1987 Monte Carlo, Monaco Terra rossa - 513 000 $ Singolare - Doppio         | Mats Wilander 4-6 7-5 6-1 6-3                | Jimmy Arias                       | Ulf Stenlund Horst Skoff             | Martín Jaite Andrej Česnokov Andrés Gómez Kent Carlsson     |
| 20 aprile | Monte Carlo Open 1987 Monte Carlo, Monaco Terra rossa - 513 000 $ Singolare - Doppio         | Hans Gildemeister Andrés Gómez 6-2, 6-4      | Mansour Bahrami Michael Mortensen | Ulf Stenlund Horst Skoff             | Martín Jaite Andrej Česnokov Andrés Gómez Kent Carlsson     |
| 20 aprile | Seoul Open 1987 Seul, Corea del Sud Cemento - 105 000 $ Singolare - Doppio                   | Jim Grabb 1-6 6-4 6-2                        | Andre Agassi                      | Jean-Philippe Fleurian Ben Testerman | Michiel Schapers John Sadri Mike Leach John Fitzgerald      |
| 20 aprile | Seoul Open 1987 Seul, Corea del Sud Cemento - 105 000 $ Singolare - Doppio                   | Eric Korita Rick Leach 6–7, 6–1, 7–5         | Ken Flach Jim Grabb               | Jean-Philippe Fleurian Ben Testerman | Michiel Schapers John Sadri Mike Leach John Fitzgerald      |
| 27 aprile | ATP German Open 1987 Amburgo, Germania dell'Ovest Terra rossa - 375 000 $ Singolare - Doppio | Ivan Lendl 6-2 6-1 6-4                       | Miloslav Mečíř                    | Eduardo Bengoechea Kent Carlsson     | Martín Jaite Mikael Pernfors Emilio Sánchez Thierry Tulasne |
| 27 aprile | ATP German Open 1987 Amburgo, Germania dell'Ovest Terra rossa - 375 000 $ Singolare - Doppio | Miloslav Mečíř Tomáš Šmíd 6-1, 6-2           | Claudio Mezzadri Jim Pugh         | Eduardo Bengoechea Kent Carlsson     | Martín Jaite Mikael Pernfors Emilio Sánchez Thierry Tulasne |

### Maggio
| Settimana | Torneo | Vincitore                                           | Finalista                   | Semifinalisti                             | Eliminati ai quarti                                         |
| --------- | --- | --------------------------------------------------- | --------------------------- | ----------------------------------------- | ----------------------------------------------------------- |
| 4 maggio  | Internazionali di Tennis di Baviera 1987 Monaco di Baviera, Germania Terra rossa - 185 000 $ Singolare - Doppio | Guillermo Pérez Roldán 6-3 7-6                      | Marián Vajda                | Joakim Nyström Mel Purcell                | Johan Kriek Carl Limberger Sergio Casal Carl-Uwe Steeb      |
| 4 maggio  | Internazionali di Tennis di Baviera 1987 Monaco di Baviera, Germania Terra rossa - 185 000 $ Singolare - Doppio | Jim Pugh Blaine Willenborg 7-6, 4-6, 6-4            | Sergio Casal Emilio Sánchez | Joakim Nyström Mel Purcell                | Johan Kriek Carl Limberger Sergio Casal Carl-Uwe Steeb      |
| 4 maggio  | WCT Tournament of Champions 1987 Forest Hills, USA Terra battuts - 615 000 $ Singolare - Doppio                 | Andrés Gómez 6-4 7-6 7-6                            | Yannick Noah                | Slobodan Živojinović Boris Becker         | Aaron Krickstein Paul Annacone Martín Jaite Guillermo Vilas |
| 4 maggio  | WCT Tournament of Champions 1987 Forest Hills, USA Terra battuts - 615 000 $ Singolare - Doppio                 | Guy Forget Yannick Noah 4-6, 6-4, 6-1               | Gary Donnelly Peter Fleming | Slobodan Živojinović Boris Becker         | Aaron Krickstein Paul Annacone Martín Jaite Guillermo Vilas |
| 11 maggio | Internazionali d'Italia 1987 Roma, Italia Terra rossa - 495 000 $ Singolare - Doppio                            | Mats Wilander 6-3 6-4 6-4                           | Martín Jaite                | John McEnroe Joakim Nyström               | Andrés Gómez Claudio Mezzadri Paolo Canè Kent Carlsson      |
| 11 maggio | Internazionali d'Italia 1987 Roma, Italia Terra rossa - 495 000 $ Singolare - Doppio                            | Guy Forget Yannick Noah 6–2, 6–7, 6–3               | Miloslav Mečíř Tomáš Šmíd   | John McEnroe Joakim Nyström               | Andrés Gómez Claudio Mezzadri Paolo Canè Kent Carlsson      |
| 18 maggio | ATP Firenze 1987 Firenze, Italia Terra rossa - 140 000 $ Singolare - Doppio                                     | Andrej Česnokov 3-6 6-1 6-4                         | Alessandro De Minicis       | Guillermo Pérez Roldán Eduardo Bengoechea | Jaime Yzaga Claudio Panatta Paolo Canè Mark Dickson         |
| 18 maggio | ATP Firenze 1987 Firenze, Italia Terra rossa - 140 000 $ Singolare - Doppio                                     | Wolfgang Popp Udo Riglewski 6-4, 6-4                | Paolo Canè Gianni Ocleppo   | Guillermo Pérez Roldán Eduardo Bengoechea | Jaime Yzaga Claudio Panatta Paolo Canè Mark Dickson         |
| 25 maggio | Open di Francia 1987 Parigi, Francia Grande Slam Terra rossa Singolare - Doppio - Doppio misto                  | Ivan Lendl 7-5 6-2 3-6 7-6                          | Mats Wilander               | Boris Becker Miloslav Mečíř               | Jimmy Connors Yannick Noah Karel Nováček Andrés Gómez       |
| 25 maggio | Open di Francia 1987 Parigi, Francia Grande Slam Terra rossa Singolare - Doppio - Doppio misto                  | Anders Järryd Robert Seguso 6–7, 6–7, 6–3, 6–4, 6–2 | Guy Forget Yannick Noah     | Boris Becker Miloslav Mečíř               | Jimmy Connors Yannick Noah Karel Nováček Andrés Gómez       |

### Giugno
| Settimana | Torneo                                                                                        | Vincitore                                       | Finalista                         | Semifinalisti                  | Eliminati ai quarti                                            |
| --------- | --------------------------------------------------------------------------------------------- | ----------------------------------------------- | --------------------------------- | ------------------------------ | -------------------------------------------------------------- |
| 8 giugno  | Queen's Club Championships 1987 Londra, Gran Bretagna Erba - 300 000 $ Singolare - Doppio     | Boris Becker 6-7 6-3 6-4                        | Jimmy Connors                     | Tim Mayotte Pat Cash           | David Pate Ramesh Krishnan Eric Jelen Stefan Edberg            |
| 8 giugno  | Queen's Club Championships 1987 Londra, Gran Bretagna Erba - 300 000 $ Singolare - Doppio     | Guy Forget Yannick Noah 6-4, 6-4                | Rick Leach Tim Pawsat             | Tim Mayotte Pat Cash           | David Pate Ramesh Krishnan Eric Jelen Stefan Edberg            |
| 8 giugno  | ATP Bologna Outdoor 1987 Bologna, Italia Terra rossa - 105 000 $ Singolare - Doppio           | Kent Carlsson 6-2 6-1                           | Emilio Sánchez                    | Martín Jaite Paolo Canè        | Jimmy Brown Blaine Willenborg Thierry Tulasne Franco Davín     |
| 8 giugno  | ATP Bologna Outdoor 1987 Bologna, Italia Terra rossa - 105 000 $ Singolare - Doppio           | Sergio Casal Emilio Sánchez 6-3 6-2             | Claudio Panatta Blaine Willenborg | Martín Jaite Paolo Canè        | Jimmy Brown Blaine Willenborg Thierry Tulasne Franco Davín     |
| 15 giugno | Bristol Open 1987 Bristol, Gran Bretagna Erba - 80 000 $ Singolare - Doppio                   | Kelly Evernden 6-4 7-6                          | Tim Wilkison                      | Eric Jelen Michiel Schapers    | Éric Winogradsky Eddie Edwards Ben Testerman Henri Leconte     |
| 15 giugno | Bristol Open 1987 Bristol, Gran Bretagna Erba - 80 000 $ Singolare - Doppio                   | Doppio terminato nel 1º turno                   |                                   | Eric Jelen Michiel Schapers    | Éric Winogradsky Eddie Edwards Ben Testerman Henri Leconte     |
| 15 giugno | Athens Open 1987 Atene, Grecia Terra rossa - 117 000 $ Singolare - Doppio                     | Guillermo Pérez Roldán 6-2 6-3                  | Tore Meinecke                     | Pavel Vojtíšek Francisco Yunis | Horst Skoff Marián Vajda Jaroslav Navrátil Pedro Rebolledo     |
| 15 giugno | Athens Open 1987 Atene, Grecia Terra rossa - 117 000 $ Singolare - Doppio                     | Tore Meinecke Ricki Osterthun 6-2, 3-6, 6-2     | Jaroslav Navrátil Tom Nijssen     | Pavel Vojtíšek Francisco Yunis | Horst Skoff Marián Vajda Jaroslav Navrátil Pedro Rebolledo     |
| 22 giugno | Torneo di Wimbledon 1987 Wimbledon, Gran Bretagna Grande Slam Erba Singolare - Doppio - Misto | Pat Cash 7-6 6-2 7-5                            | Ivan Lendl                        | Stefan Edberg Jimmy Connors    | Henri Leconte Anders Järryd Mats Wilander Slobodan Živojinović |
| 22 giugno | Torneo di Wimbledon 1987 Wimbledon, Gran Bretagna Grande Slam Erba Singolare - Doppio - Misto | Ken Flach Robert Seguso 3-6, 6-7, 7-6, 6-1, 6-4 | Sergio Casal Emilio Sánchez       | Stefan Edberg Jimmy Connors    | Henri Leconte Anders Järryd Mats Wilander Slobodan Živojinović |

### Luglio
| Settimana | Torneo | Vincitore                                    | Finalista                       | Semifinalisti                         | Eliminati ai quarti                                                   |
| --------- | --- | -------------------------------------------- | ------------------------------- | ------------------------------------- | --------------------------------------------------------------------- |
| 6 luglio  | Swiss Open Gstaad 1987 Gstaad, Svizzera Terra rossa - 231 000 $ Singolare - Doppio                                       | Emilio Sánchez 6-2 6-3 7-6                   | Ronald Agénor                   | Claudio Mezzadri Eduardo Bengoechea   | Marián Vajda Guy Forget Mikael Pernfors Alberto Tous                  |
| 6 luglio  | Swiss Open Gstaad 1987 Gstaad, Svizzera Terra rossa - 231 000 $ Singolare - Doppio                                       | Jan Gunnarsson Tomáš Šmíd 7-6, 6-2           | Loic Courteau Guy Forget        | Claudio Mezzadri Eduardo Bengoechea   | Marián Vajda Guy Forget Mikael Pernfors Alberto Tous                  |
| 6 luglio  | Hall of Fame Tennis Championships 1987 Newport, USA Erba - 100 000 $ Singolare - Doppio                                  | Dan Goldie 6-7 6-4 6-4                       | Sammy Giammalva                 | Christo van Rensburg Wally Masur      | Brad Drewett Joey Rive John Fitzgerald (tennista) Marc Flur           |
| 6 luglio  | Hall of Fame Tennis Championships 1987 Newport, USA Erba - 100 000 $ Singolare - Doppio                                  | Dan Goldie Larry Scott 6-3, 4-6, 6-4         | Chip Hooper Mike Leach          | Christo van Rensburg Wally Masur      | Brad Drewett Joey Rive John Fitzgerald (tennista) Marc Flur           |
| 6 luglio  | U.S. Pro Tennis Championships 1987 Boston, Massachusetts, Stati Uniti Terra rossa - 230 000 $ Singolare - Doppio         | Mats Wilander 7-6 6-1                        | Kent Carlsson                   | Andrés Gómez Martín Jaite             | Jimmy Arias Joakim Nyström Aaron Krickstein Tom Nijssen               |
| 6 luglio  | U.S. Pro Tennis Championships 1987 Boston, Massachusetts, Stati Uniti Terra rossa - 230 000 $ Singolare - Doppio         | Hans Gildemeister Andrés Gómez 7-6, 3-6, 6-1 | Joakim Nyström Mats Wilander    | Andrés Gómez Martín Jaite             | Jimmy Arias Joakim Nyström Aaron Krickstein Tom Nijssen               |
| 13 luglio | Mercedes Cup 1987 Stoccarda, Germania Terra rossa - 231 000 $ Singolare - Doppio                                         | Miloslav Mečíř 6-0 6-2                       | Jan Gunnarsson                  | Carl-Uwe Steeb Tomáš Šmíd             | Henri Leconte Jakob Hlasek Eduardo Bengoechea Marián Vajda            |
| 13 luglio | Mercedes Cup 1987 Stoccarda, Germania Terra rossa - 231 000 $ Singolare - Doppio                                         | Rick Leach Tim Pawsat 6-3, 6-4               | Mikael Pernfors Magnus Tideman  | Carl-Uwe Steeb Tomáš Šmíd             | Henri Leconte Jakob Hlasek Eduardo Bengoechea Marián Vajda            |
| 13 luglio | U.S. Men's Clay Court Championships 1987 Indianapolis, Indiana, USA Terra rossa - 375 000 $ - 56S/28D Singolare - Doppio | Mats Wilander 7-5 6-3                        | Kent Carlsson                   | Guillermo Pérez Roldán Joakim Nyström | Gary Muller Patrik Kühnen Martín Jaite Richey Reneberg                |
| 13 luglio | U.S. Men's Clay Court Championships 1987 Indianapolis, Indiana, USA Terra rossa - 375 000 $ - 56S/28D Singolare - Doppio | Laurie Warder Blaine Willenborg 6-0, 6-3     | Joakim Nyström Mats Wilander    | Guillermo Pérez Roldán Joakim Nyström | Gary Muller Patrik Kühnen Martín Jaite Richey Reneberg                |
| 13 luglio | ATP Bordeaux 1987 Bordeaux, Francia Terra rossa - 117 000 $ Singolare - Doppio                                           | Emilio Sánchez 5-7 6-4 6-4                   | Ronald Agénor                   | Gabriel Urpi Bruce Derlin             | Thierry Champion Massimo Cierro Stephen Shaw David de Miguel Lapiedra |
| 13 luglio | ATP Bordeaux 1987 Bordeaux, Francia Terra rossa - 117 000 $ Singolare - Doppio                                           | Sergio Casal Emilio Sánchez 6-3, 6-3         | Darren Cahill Mark Woodforde    | Gabriel Urpi Bruce Derlin             | Thierry Champion Massimo Cierro Stephen Shaw David de Miguel Lapiedra |
| 13 luglio | Livingston Open 1987 Livingston, Stati Uniti Cemento - 125 000 $ Singolare - Doppio                                      | Johan Kriek 7-6 3-6 6-2                      | Christian Saceanu               | Marc Flur Alex Antonitsch             | Wally Masur Ken Flach Marcel Freeman Stephane Bonneau                 |
| 13 luglio | Livingston Open 1987 Livingston, Stati Uniti Cemento - 125 000 $ Singolare - Doppio                                      | Gary Donnelly Greg Holmes 7–6, 6–3           | Ken Flach Robert Seguso         | Marc Flur Alex Antonitsch             | Wally Masur Ken Flach Marcel Freeman Stephane Bonneau                 |
| 18 luglio | Schenectady Open 1987 Schenectady, New York, USA Cemento - 104 900 $ Singolare - Doppio                                  | Jaime Yzaga 0-6 7-6 6-1                      | Jim Pugh                        | Thomas Högstedt Tony Mmoh             | Gary Muller Ben Testerman Vincent Van Patten                          |
| 18 luglio | Schenectady Open 1987 Schenectady, New York, USA Cemento - 104 900 $ Singolare - Doppio                                  | Gary Donnelly Gary Muller 7–6, 6–2           | Brad Pearce Jim Pugh            | Thomas Högstedt Tony Mmoh             | Gary Muller Ben Testerman Vincent Van Patten                          |
| 27 luglio | Dutch Open 1987 Hilversum, Paesi Bassi Terra rossa - 43 200 $ Singolare - Doppio                                         | Miloslav Mečíř 6-4 1-6 6-3 6-2               | Guillermo Pérez Roldán          | Martín Jaite Eduardo Bengoechea       | Andrej Česnokov Thomas Muster Carl-Uwe Steeb Horst Skoff              |
| 27 luglio | Dutch Open 1987 Hilversum, Paesi Bassi Terra rossa - 43 200 $ Singolare - Doppio                                         | Wojciech Fibak Miloslav Mečíř 7-6 5-7 6-2    | Tom Nijssen Johan Vekemans      | Martín Jaite Eduardo Bengoechea       | Andrej Česnokov Thomas Muster Carl-Uwe Steeb Horst Skoff              |
| 27 luglio | Swedish Open 1987 Båstad, Svezia Terra rossa - 202 500 $ Singolare - Doppio                                              | Joakim Nyström 4-6 6-0 6-3                   | Stefan Edberg                   | Emilio Sánchez Mats Wilander          | Pavel Vojtíšek Anders Järryd Kent Carlsson Jan Gunnarsson             |
| 27 luglio | Swedish Open 1987 Båstad, Svezia Terra rossa - 202 500 $ Singolare - Doppio                                              | Stefan Edberg Anders Järryd 7-6, 6-3         | Emilio Sánchez Javier Sánchez   | Emilio Sánchez Mats Wilander          | Pavel Vojtíšek Anders Järryd Kent Carlsson Jan Gunnarsson             |
| 27 luglio | Washington Open 1987 Washington, Stati Uniti Cemento - 232 000 $ Singolare - Doppio                                      | Ivan Lendl 6-1 6-0                           | Brad Gilbert                    | Boris Becker Jimmy Connors            | Jay Berger Marty Davis Todd Witsken Jimmy Arias                       |
| 27 luglio | Washington Open 1987 Washington, Stati Uniti Cemento - 232 000 $ Singolare - Doppio                                      | Gary Donnelly Peter Fleming 6-2, 7-6         | Laurie Warder Blaine Willenborg | Boris Becker Jimmy Connors            | Jay Berger Marty Davis Todd Witsken Jimmy Arias                       |

### Agosto
| Settimana | Torneo                                                                                              | Vincitore                                                                 | Finalista                                                         | Semifinalisti                       | Eliminati ai quarti                                               |
| --------- | --------------------------------------------------------------------------------------------------- | ------------------------------------------------------------------------- | ----------------------------------------------------------------- | ----------------------------------- | ----------------------------------------------------------------- |
| 3 agosto  | Austrian Open 1987 Kitzbühel, Austria Terra rossa - 250 000 $ Singolare - Doppio                    | Emilio Sánchez 6–4, 6–1, 4–6, 6–1                                         | Miloslav Mečíř                                                    | Darren Cahill Tore Meinecke         | Ronald Agénor Ricki Osterthun Guillermo Pérez Roldán Pablo Arraya |
| 3 agosto  | Austrian Open 1987 Kitzbühel, Austria Terra rossa - 250 000 $ Singolare - Doppio                    | Emilio Sánchez Sergio Casal 7–6, 7–6                                      | Miloslav Mečíř Tomáš Šmíd                                         | Darren Cahill Tore Meinecke         | Ronald Agénor Ricki Osterthun Guillermo Pérez Roldán Pablo Arraya |
| 3 agosto  | ATP Volvo International 1987 Stratton Mountain, Vermont, USA Cemento - 315 000 $ Singolare - Doppio |                                                                           | Ivan Lendl John McEnroe match interrotto per pioggia sul 6–7, 4–1 | Andre Agassi Christo van Rensburg   | Kelly Jones Joey Rive Brad Gilbert Danie Visser                   |
| 3 agosto  | ATP Volvo International 1987 Stratton Mountain, Vermont, USA Cemento - 315 000 $ Singolare - Doppio | Paul Annacone Christo van Rensburg Ken Flach Robert Seguso nessuna finale |                                                                   | Andre Agassi Christo van Rensburg   | Kelly Jones Joey Rive Brad Gilbert Danie Visser                   |
| 8 agosto  | ATP Saint-Vincent 1987 Saint-Vincent, Italia Terra rossa - 121 000 $ Singolare - Doppio             | Pedro Rebolledo 7-6 4-6 6-3                                               | Francesco Cancellotti                                             | Paolo Canè Claudio Pistolesi        | Kent Carlsson Simone Colombo Paul McNamee Christian Miniussi      |
| 8 agosto  | ATP Saint-Vincent 1987 Saint-Vincent, Italia Terra rossa - 121 000 $ Singolare - Doppio             | Charles Cox Michael Fancutt 6–3, 6–4                                      | Massimo Cierro Alessandro De Minicis                              | Paolo Canè Claudio Pistolesi        | Kent Carlsson Simone Colombo Paul McNamee Christian Miniussi      |
| 10 agosto | Canada Open 1987 Montréal, Canada Cemento - 350 000 $ Singolare - Doppio                            | Ivan Lendl 6-4 7-6                                                        | Stefan Edberg                                                     | Jimmy Connors Boris Becker          | Slobodan Živojinović John McEnroe Peter Lundgren Kevin Curren     |
| 10 agosto | Canada Open 1987 Montréal, Canada Cemento - 350 000 $ Singolare - Doppio                            | Pat Cash Stefan Edberg 6-7, 6-3, 6-4                                      | Peter Doohan Laurie Warder                                        | Jimmy Connors Boris Becker          | Slobodan Živojinović John McEnroe Peter Lundgren Kevin Curren     |
| 10 agosto | ATP Praga 1987 Praga, Cecoslovacchia Terra rossa - 180 000 $ Singolare - Doppio                     | Marián Vajda 6-1 6-3                                                      | Tomáš Šmíd                                                        | Jaroslav Navrátil Guillermo Vilas   | Wolfgang Popp Thomas Muster Karel Nováček Petr Korda              |
| 10 agosto | ATP Praga 1987 Praga, Cecoslovacchia Terra rossa - 180 000 $ Singolare - Doppio                     | Miloslav Mečíř Tomáš Šmíd 6–3, 6–7, 6–3                                   | Stanislav Birner Jaroslav Navrátil                                | Jaroslav Navrátil Guillermo Vilas   | Wolfgang Popp Thomas Muster Karel Nováček Petr Korda              |
| 17 agosto | Cincinnati Open 1987 Cincinnati, Stati Uniti Cemento - 375 000 $ Singolare - Doppio                 | Stefan Edberg 6-4 6-1                                                     | Boris Becker                                                      | Anders Järryd Jimmy Connors         | Peter Lundgren Mikael Pernfors Nduka Odizor Brad Gilbert          |
| 17 agosto | Cincinnati Open 1987 Cincinnati, Stati Uniti Cemento - 375 000 $ Singolare - Doppio                 | Ken Flach Robert Seguso 7-5, 6-3                                          | Steve Denton John Fitzgerald                                      | Anders Järryd Jimmy Connors         | Peter Lundgren Mikael Pernfors Nduka Odizor Brad Gilbert          |
| 24 agosto | Rye Brook Open 1987 Rye Brook, USA Cemento - 115 000 $ Singolare - Doppio                           | Peter Lundgren 6-7 7-5 6-3                                                | John Ross                                                         | Richard Matuszewski Ramesh Krishnan | Marc Flur Thomas Muster Javier Sánchez Marty Davis                |
| 24 agosto | Rye Brook Open 1987 Rye Brook, USA Cemento - 115 000 $ Singolare - Doppio                           | Lloyd Bourne Jeff Klaparda 6–3, 6–3                                       | Carl Limberger Mark Woodforde                                     | Richard Matuszewski Ramesh Krishnan | Marc Flur Thomas Muster Javier Sánchez Marty Davis                |
| 31 agosto | US Open 1987 New York, Stati Uniti Grande Slam Cemento - 128S/64D Singolare - Doppio - Doppio misto | Ivan Lendl 6(7)–7, 6–0, 7–6(4), 6–4                                       | Mats Wilander                                                     | Jimmy Connors Stefan Edberg         | John McEnroe Brad Gilbert Miloslav Mečíř Ramesh Krishnan          |
| 31 agosto | US Open 1987 New York, Stati Uniti Grande Slam Cemento - 128S/64D Singolare - Doppio - Doppio misto | Stefan Edberg Anders Järryd 7–6, 6–2, 4–6, 5–7, 7–6                       | Ken Flach Robert Seguso                                           | Jimmy Connors Stefan Edberg         | John McEnroe Brad Gilbert Miloslav Mečíř Ramesh Krishnan          |
| 31 agosto | US Open 1987 New York, Stati Uniti Grande Slam Cemento - 128S/64D Singolare - Doppio - Doppio misto | Martina Navrátilová Emilio Sánchez 6–4, 6–7, 7–6                          | Betsy Nagelsen Paul Annacone                                      | Jimmy Connors Stefan Edberg         | John McEnroe Brad Gilbert Miloslav Mečíř Ramesh Krishnan          |

### Settembre
| Settimana    | Torneo | Vincitore                                      | Finalista                       | Semifinalisti                             | Eliminati ai quarti                                                      |
| ------------ | --- | ---------------------------------------------- | ------------------------------- | ----------------------------------------- | ------------------------------------------------------------------------ |
| 14 settembre | Madrid Tennis Grand Prix 1987 Madrid, Spagna Terra rossa - 147 325 $ Singolare - Doppio                         | Emilio Sánchez 6-3 3-6 6-2                     | Javier Sánchez                  | Franco Davín Jörgen Windahl               | Juan Aguilera Jorge Bardou Pedro Rebolledo Christian Bergström           |
| 14 settembre | Madrid Tennis Grand Prix 1987 Madrid, Spagna Terra rossa - 147 325 $ Singolare - Doppio                         | Carlos Di Laura Javier Sánchez 6-3, 3-6, 7-6   | Sergio Casal Emilio Sánchez     | Franco Davín Jörgen Windahl               | Juan Aguilera Jorge Bardou Pedro Rebolledo Christian Bergström           |
| 14 settembre | Geneva Open 1987 Ginevra, Svizzera Terra rossa - 231 000 $ Singolare - Doppio                                   | Claudio Mezzadri 6-4 7-5                       | Tomáš Šmíd                      | Andrés Gómez Ulf Stenlund                 | Thierry Tulasne Guillermo Pérez Roldán Horacio de la Peña Roland Stadler |
| 14 settembre | Geneva Open 1987 Ginevra, Svizzera Terra rossa - 231 000 $ Singolare - Doppio                                   | Ricardo Acioly Luiz Mattar 3–6, 6–4, 6–2       | Mansour Bahrami Diego Pérez     | Andrés Gómez Ulf Stenlund                 | Thierry Tulasne Guillermo Pérez Roldán Horacio de la Peña Roland Stadler |
| 21 settembre | Torneo Godó 1987 Barcellona, Spagna Terra rossa - 293 000 $ Singolare - Doppio                                  | Martín Jaite 7-6, 6-4, 4-6, 0-6, 6-4           | Mats Wilander                   | Guillermo Pérez Roldán Eduardo Bengoechea | Tomás Carbonell Andrés Gómez Emilio Sánchez Miloslav Mečíř               |
| 21 settembre | Torneo Godó 1987 Barcellona, Spagna Terra rossa - 293 000 $ Singolare - Doppio                                  | Miloslav Mečíř Tomáš Šmíd 6-1, 6-2             | Javier Frana Christian Miniussi | Guillermo Pérez Roldán Eduardo Bengoechea | Tomás Carbonell Andrés Gómez Emilio Sánchez Miloslav Mečíř               |
| 21 settembre | Los Angeles Open 1987 Los Angeles, California, Stati Uniti Cemento - 315 000 $ Singolare - Doppio               | David Pate 6-4 6-4                             | Stefan Edberg                   | Tim Wilkison Brad Gilbert                 | Paul Annacone Marty Davis Andre Agassi Eliot Teltscher                   |
| 21 settembre | Los Angeles Open 1987 Los Angeles, California, Stati Uniti Cemento - 315 000 $ Singolare - Doppio               | Kevin Curren David Pate 6-3, 6-4               | Brad Gilbert Tim Wilkison       | Tim Wilkison Brad Gilbert                 | Paul Annacone Marty Davis Andre Agassi Eliot Teltscher                   |
| 28 settembre | Campionati Internazionali di Sicilia 1987 Palermo, Italia Terra rossa - 100 000 $ Singolare - Doppio            | Martín Jaite 7-6 6-7 6-4                       | Karel Nováček                   | Josef Čihák Damir Keretić                 | Lawson Duncan Christian Miniussi Jimmy Brown Jordi Arrese                |
| 28 settembre | Campionati Internazionali di Sicilia 1987 Palermo, Italia Terra rossa - 100 000 $ Singolare - Doppio            | Leonardo Lavalle Claudio Panatta 3-6, 6-4, 6-4 | Petr Korda Tomáš Šmíd           | Josef Čihák Damir Keretić                 | Lawson Duncan Christian Miniussi Jimmy Brown Jordi Arrese                |
| 28 settembre | Pacific Coast Championships 1987 San Francisco, California, USA Sintetico indoor - 293 440 $ Singolare - Doppio | Peter Lundgren 6-1 7-5                         | Jim Pugh                        | Ivan Lendl Todd Nelson                    | Dan Goldie Tim Wilkison Eliot Teltscher Sammy Giammalva                  |
| 28 settembre | Pacific Coast Championships 1987 San Francisco, California, USA Sintetico indoor - 293 440 $ Singolare - Doppio | Jim Grabb Patrick McEnroe 6-2, 0-6, 6-4        | Glenn Layendecker Todd Witsken  | Ivan Lendl Todd Nelson                    | Dan Goldie Tim Wilkison Eliot Teltscher Sammy Giammalva                  |

### Ottobre
| Settimana  | Torneo                                                                                                | Vincitore                                | Finalista                          | Semifinalisti                        | Eliminati ai quarti                                              |
| ---------- | --- | ---------------------------------------- | ---------------------------------- | ------------------------------------ | ---------------------------------------------------------------- |
| 5 ottobre  | Queensland Open 1987 Brisbane, Australia Cemento - 150 000 $ Singolare - Doppio                       | Kelly Evernden 3-6 6-1 6-1               | Eric Jelen                         | John Frawley Marcel Freeman          | Pat Cash Ramesh Krishnan Broderick Dyke John Fitzgerald          |
| 5 ottobre  | Queensland Open 1987 Brisbane, Australia Cemento - 150 000 $ Singolare - Doppio                       | Matt Anger Kelly Evernden 7-6, 6-2       | Broderick Dyke Wally Masur         | John Frawley Marcel Freeman          | Pat Cash Ramesh Krishnan Broderick Dyke John Fitzgerald          |
| 5 ottobre  | Swiss Indoors 1987 Basilea, Svizzera Cemento indoor - 239 000 $ Singolare - Doppio                    | Yannick Noah 7-6 6-4 6-4                 | Ronald Agénor                      | Guy Forget Andre Agassi              | Horst Skoff Slobodan Živojinović Jaroslav Navrátil Patrik Kühnen |
| 5 ottobre  | Swiss Indoors 1987 Basilea, Svizzera Cemento indoor - 239 000 $ Singolare - Doppio                    | Anders Järryd Tomáš Šmíd 6-4, 6-3        | Stanislav Birner Jaroslav Navrátil | Guy Forget Andre Agassi              | Horst Skoff Slobodan Živojinović Jaroslav Navrátil Patrik Kühnen |
| 5 ottobre  | WCT Scottsdale Open 1987 Scottsdale, Arizona, Stati Uniti Cemento - 303 400 $ Singolare - Doppio      | Brad Gilbert 6-2 6-2                     | Eliot Teltscher                    | David Pate Michael Chang             | Peter Lundgren Kevin Curren Johan Kriek Jorge Lozano             |
| 5 ottobre  | WCT Scottsdale Open 1987 Scottsdale, Arizona, Stati Uniti Cemento - 303 400 $ Singolare - Doppio      | Rick Leach Jim Pugh 6–3, 6–2             | Dan Goldie Mel Purcell             | David Pate Michael Chang             | Peter Lundgren Kevin Curren Johan Kriek Jorge Lozano             |
| 12 ottobre | Grand Prix de Tennis de Toulouse 1987 Tolosa, Francia Sintetico indoor - 202 300 $ Singolare - Doppio | Tim Mayotte 6-2 5-7 6-4                  | Ricki Osterthun                    | Jakob Hlasek Tim Wilkison            | Claudio Mezzadri Patrik Kühnen Jérôme Potier Luiz Mattar         |
| 12 ottobre | Grand Prix de Tennis de Toulouse 1987 Tolosa, Francia Sintetico indoor - 202 300 $ Singolare - Doppio | Wojciech Fibak Michiel Schapers 6-2, 6-4 | Kelly Jones Patrik Kühnen          | Jakob Hlasek Tim Wilkison            | Claudio Mezzadri Patrik Kühnen Jérôme Potier Luiz Mattar         |
| 12 ottobre | Tel Aviv Open 1987 Tel Aviv, Israele Cemento - 200 000 $ Singolare - Doppio                           | Amos Mansdorf 3-6 6-3 6-4                | Brad Gilbert                       | Jimmy Connors Peter Lundgren         | Huub van Boeckel Wolfgang Popp Craig Campbell Gilad Bloom        |
| 12 ottobre | Tel Aviv Open 1987 Tel Aviv, Israele Cemento - 200 000 $ Singolare - Doppio                           | Gilad Bloom Shahar Perkiss 6–2, 6–4      | Wolfgang Popp Huub van Boeckel     | Jimmy Connors Peter Lundgren         | Huub van Boeckel Wolfgang Popp Craig Campbell Gilad Bloom        |
| 12 ottobre | Australian Indoor Championships 1987 Sydney, Australia Cemento indoor - 345 000 $ Singolare - Doppio  | Ivan Lendl 6-4 6-2 6-4                   | Pat Cash                           | Slobodan Živojinović Boris Becker    | Ramesh Krishnan Marty Davis Scott Davis Paul Annacone            |
| 12 ottobre | Australian Indoor Championships 1987 Sydney, Australia Cemento indoor - 345 000 $ Singolare - Doppio  | Darren Cahill Mark Kratzmann 6–3, 6–2    | Boris Becker Robert Seguso         | Slobodan Živojinović Boris Becker    | Ramesh Krishnan Marty Davis Scott Davis Paul Annacone            |
| 19 ottobre | Vienna Open 1987 Vienna, Austria Sintetico indoor - 155 000 $ Singolare - Doppio                      | Jonas Svensson 1–6, 1–6, 6–2, 6–3, 7–5   | Amos Mansdorf                      | Claudio Mezzadri Thomas Muster       | Tim Mayotte Milan Šrejber Anders Järryd Emilio Sánchez           |
| 19 ottobre | Vienna Open 1987 Vienna, Austria Sintetico indoor - 155 000 $ Singolare - Doppio                      | Mel Purcell Tim Wilkison 6–3, 7–5        | Emilio Sánchez Javier Sánchez      | Claudio Mezzadri Thomas Muster       | Tim Mayotte Milan Šrejber Anders Järryd Emilio Sánchez           |
| 20 ottobre | Tokyo Indoor 1987 Tokyo, Giappone Sintetico indoor - 375 000 $ Singolare - Doppio                     | Stefan Edberg 6-7 6-4 6-4                | Ivan Lendl                         | Mikael Pernfors Slobodan Živojinović | Eric Jelen John Fitzgerald Boris Becker Paul Annacone            |
| 20 ottobre | Tokyo Indoor 1987 Tokyo, Giappone Sintetico indoor - 375 000 $ Singolare - Doppio                     | Broderick Dyke Tom Nijssen 6-3, 6-2      | Sammy Giammalva Jr. Jim Grabb      | Mikael Pernfors Slobodan Živojinović | Eric Jelen John Fitzgerald Boris Becker Paul Annacone            |
| 26 ottobre | Hong Kong Open 1987 Hong Kong, Hong Kong Cemento - 200 000 $ Singolare - Doppio                       | Eliot Teltscher 6-7, 3-6, 6-1, 6-2, 7-5  | John Fitzgerald                    | Jeremy Bates Darren Cahill           | Tom Nijssen Christian Saceanu Rick Leach John Ross               |
| 26 ottobre | Hong Kong Open 1987 Hong Kong, Hong Kong Cemento - 200 000 $ Singolare - Doppio                       | Mark Kratzmann Jim Pugh 6–7, 6–4, 6–2    | Marty Davis Brad Drewett           | Jeremy Bates Darren Cahill           | Tom Nijssen Christian Saceanu Rick Leach John Ross               |

### Novembre
| Settimana   | Torneo                                                                                           | Vincitore                                    | Finalista                     | Semifinalisti                   | Eliminati ai quarti                                          |
| ----------- | ------------------------------------------------------------------------------------------------ | -------------------------------------------- | ----------------------------- | ------------------------------- | ------------------------------------------------------------ |
| 2 novembre  | Paris Open 1987 Parigi, Francia Sintetico indoor - 840 000 $ Singolare - Doppio                  | Tim Mayotte 2–6, 6–3, 7–5, 6–7, 6–3          | Brad Gilbert                  | Michiel Schapers Henri Leconte  | Kevin Curren Yannick Noah Amos Mansdorf Pat Cash             |
| 2 novembre  | Paris Open 1987 Parigi, Francia Sintetico indoor - 840 000 $ Singolare - Doppio                  | Jakob Hlasek Claudio Mezzadri 7–6, 6–2       | Scott Davis David Pate        | Michiel Schapers Henri Leconte  | Kevin Curren Yannick Noah Amos Mansdorf Pat Cash             |
| 2 novembre  | Stockholm Open 1987 Stoccolma, Svezia Cemento - 525 000 $ Singolare - Doppio                     | Stefan Edberg 7–5, 6–2, 4–6, 6–4             | Jonas Svensson                | Anders Järryd Magnus Gustafsson | Peter Lundgren Martin Laurendeau Matt Anger Jim Grabb        |
| 2 novembre  | Stockholm Open 1987 Stoccolma, Svezia Cemento - 525 000 $ Singolare - Doppio                     | Stefan Edberg Anders Järryd 6–2, 3–6, 6–1    | Jim Grabb Jim Pugh            | Anders Järryd Magnus Gustafsson | Peter Lundgren Martin Laurendeau Matt Anger Jim Grabb        |
| 9 novembre  | ATP San Paolo 1987 San Paolo, Brasile Cemento - 104 700 $ Singolare - Doppio                     | Jaime Yzaga 6-2 4-6 6-2                      | Luiz Mattar                   | Dan Cassidy Jay Berger          | Jim Gurfein Marcelo Filippini Roberto Saad Tore Meinecke     |
| 9 novembre  | ATP San Paolo 1987 San Paolo, Brasile Cemento - 104 700 $ Singolare - Doppio                     | Gilad Bloom Javier Sánchez 6-3, 6-7, 6-4     | Tomás Carbonell Sergio Casal  | Dan Cassidy Jay Berger          | Jim Gurfein Marcelo Filippini Roberto Saad Tore Meinecke     |
| 10 novembre | Frankfurt Grand Prix 1987 Francoforte, Germania Sintetico indoor - 174 000 $ Singolare - Doppio  | Tim Mayotte 7-6 6-4                          | Andrés Gómez                  | Derrick Rostagno Jim Pugh       | Nicklas Kroon Dan Goldie Brad Gilbert Libor Pimek            |
| 10 novembre | Frankfurt Grand Prix 1987 Francoforte, Germania Sintetico indoor - 174 000 $ Singolare - Doppio  | Boris Becker Patrik Kühnen 6-4, 6-2          | Scott Davis David Pate        | Derrick Rostagno Jim Pugh       | Nicklas Kroon Dan Goldie Brad Gilbert Libor Pimek            |
| 10 novembre | Wembley Championship 1987 Wembley, Gran Bretagna Sintetico indoor - 375 000 $ Singolare - Doppio | Ivan Lendl 6-3 6-2 7-5                       | Anders Järryd                 | Henri Leconte Jakob Hlasek      | Paul Annacone Amos Mansdorf Pat Cash Miloslav Mečíř          |
| 10 novembre | Wembley Championship 1987 Wembley, Gran Bretagna Sintetico indoor - 375 000 $ Singolare - Doppio | Miloslav Mečíř Tomáš Šmíd 7-5, 6-4           | Ken Flach Robert Seguso       | Henri Leconte Jakob Hlasek      | Paul Annacone Amos Mansdorf Pat Cash Miloslav Mečíř          |
| 16 novembre | ATP Buenos Aires 1987 Buenos Aires, Argentina Terra rossa - $89,4000 Singolare - Doppio          | Guillermo Pérez Roldán 3-2 (Berger ritirato) | Jay Berger                    | Pablo Arraya Juan Aguilera      | Martín Jaite Horacio de la Peña Gustavo Garetto Cássio Motta |
| 16 novembre | ATP Buenos Aires 1987 Buenos Aires, Argentina Terra rossa - $89,4000 Singolare - Doppio          | Tomás Carbonell Sergio Casal Walkover        | Jay Berger Horacio de la Peña | Pablo Arraya Juan Aguilera      | Martín Jaite Horacio de la Peña Gustavo Garetto Cássio Motta |
| 16 novembre | South African Open 1987 Johannesburg, Sudafrica Cemento - 375 000 $ Singolare - Doppio           | Pat Cash 7–6, 4–6, 2–6, 6–0, 6–1             | Brad Gilbert                  | Amos Mansdorf Andrés Gómez      | Kevin Curren Francesco Cancellotti Jakob Hlasek Gary Muller  |
| 16 novembre | South African Open 1987 Johannesburg, Sudafrica Cemento - 375 000 $ Singolare - Doppio           | Kevin Curren David Pate 6-4, 6-4             | Eric Korita Brad Pearce       | Amos Mansdorf Andrés Gómez      | Kevin Curren Francesco Cancellotti Jakob Hlasek Gary Muller  |
| 23 novembre | ATP Itaparica 1987 Itaparica, Brasile Cemento - 512 000 $ Singolare - Doppio                     | Andre Agassi 7-6 6-2                         | Luiz Mattar                   | Tomáš Šmíd Martín Jaite         | Andrés Gómez Sergio Casal Tore Meinecke Brad Gilbert         |
| 23 novembre | ATP Itaparica 1987 Itaparica, Brasile Cemento - 512 000 $ Singolare - Doppio                     | Sergio Casal Emilio Sánchez 6–2, 6–2         | Jorge Lozano Diego Pérez      | Tomáš Šmíd Martín Jaite         | Andrés Gómez Sergio Casal Tore Meinecke Brad Gilbert         |

### Dicembre
| Settimana  | Torneo                                                                                     | Vincitore                                    | Finalista               | Semifinalisti              | Eliminati ai quarti |
| ---------- | ------------------------------------------------------------------------------------------ | -------------------------------------------- | ----------------------- | -------------------------- | ------------------- |
| 2 dicembre | Nabisco Masters 1987 New York, Stati Uniti Sintetico indoor - 500 000 $ Singolare - Doppio | Ivan Lendl 6-2 6-2 6-3                       | Mats Wilander           | Stefan Edberg Brad Gilbert |                     |
| 2 dicembre | Nabisco Masters 1987 New York, Stati Uniti Sintetico indoor - 500 000 $ Singolare - Doppio | Miloslav Mečíř Tomáš Šmíd 6-4, 7-5, 6-7, 6-3 | Ken Flach Robert Seguso | Stefan Edberg Brad Gilbert |                     |

## Debutti
- Petr Korda